# Mihael Stroj

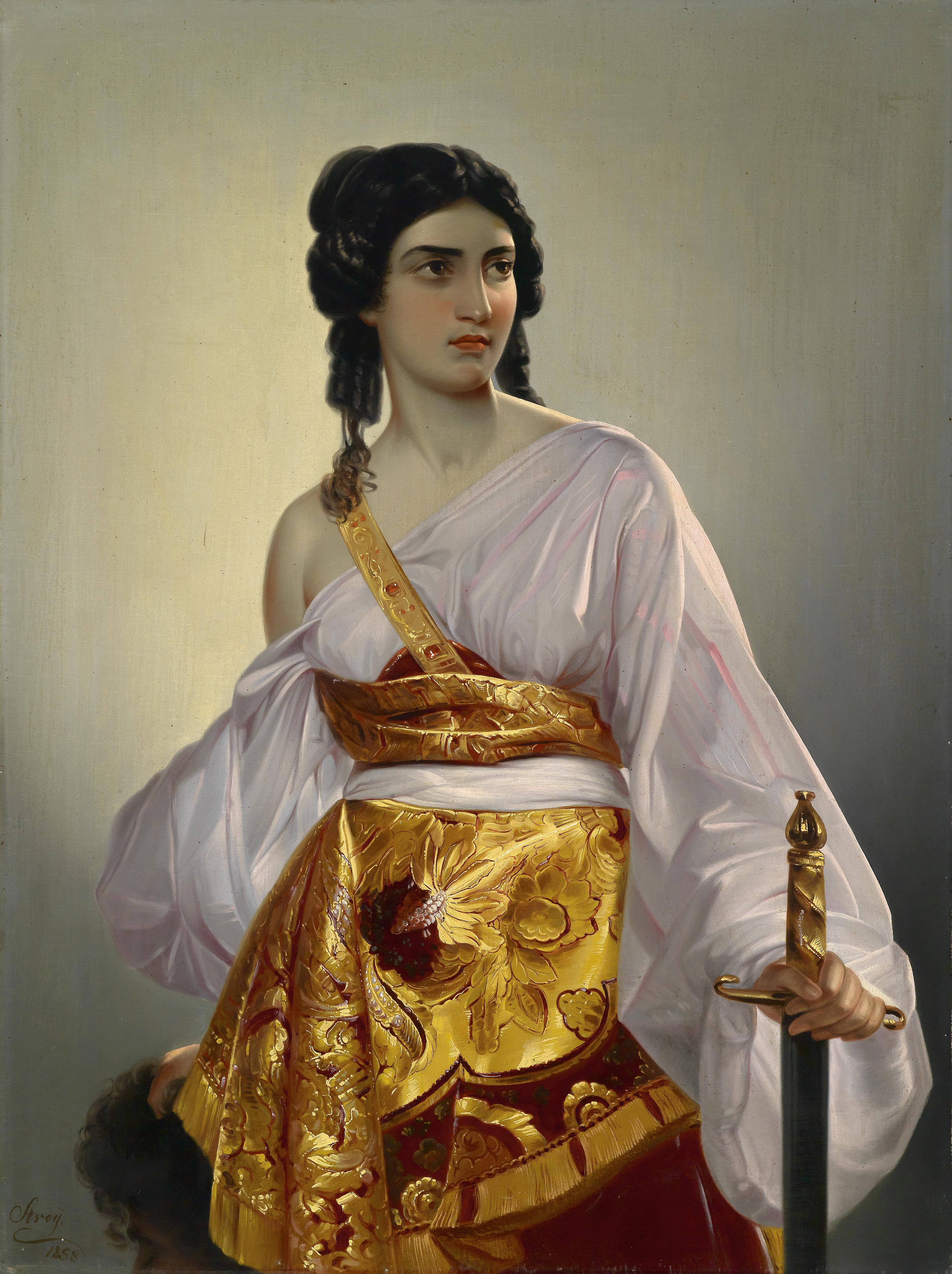
Mihael Stroj - Iudita și Capul lui Olofern

Mihael Stroj (n. 30 septembrie 1803, Ljubno, Radovljica, Slovenia – d. 19 decembrie 1871, Ljubljana, Slovenia) a fost un pictor austro-ungar de origine slovenă.

## Viață

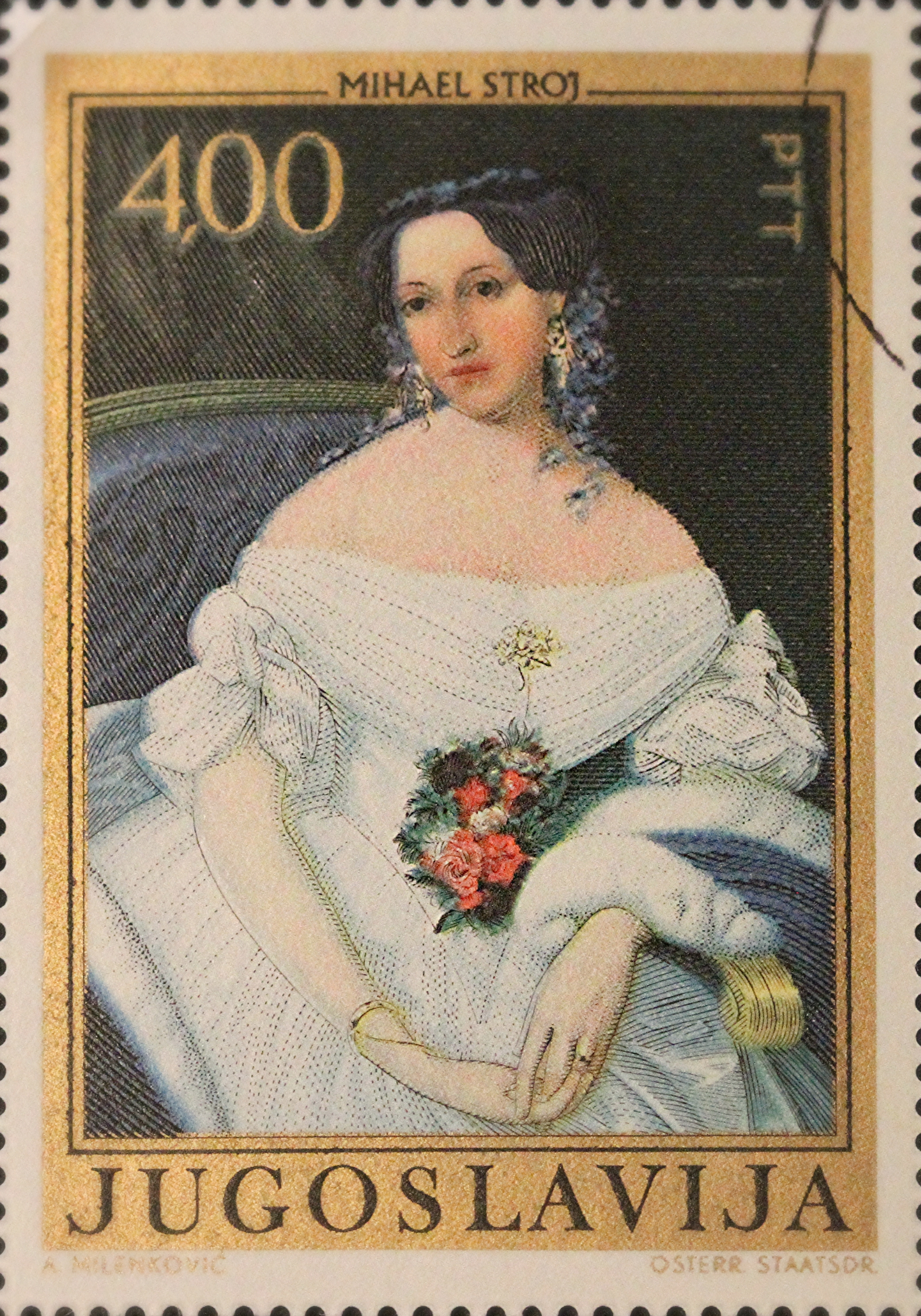
Marcă poștală iugoslavă cu portretul Luizei Pesjak creat de Mihael Stroj

Mihael Stroj s-a născut ca al cincilea din cei opt copii ai lui Anton Stroj și ai soției sale Marija, născută Kokal. Și-a petrecut copilăria în Ljubno, în Carniola Superioară. În 1812, mama sa a murit de epuizare. La scurt timp după aceea, tatăl său s-a recăsătorit, și-a vândut proprietatea din Ljubno și s-a mutat la Ljubljana împreună cu familia sa. Mihael Stroj a studiat la Glavna vzorna šola, unde a terminat clasa a patra în 1817 cu note foarte bune. A intrat apoi în așa-numita clasă a artiștilor, pe care a încheiat-o în 1820 cu distincție. Și-a continuat școala la Viena, unde s-a înscris la Academia de Arte Frumoase în 1821. Prima dintre lucrările sale despre care se știe că a supraviețuit, o schiță a unui cap și un autoportret, datează din această perioadă. Se știe că Stroj era încă student la Academia de Arte Frumoase în 1825, dar nu se știe dacă și-a încheiat studiile acolo.
În 1830, Stroj și-a petrecut timpul la Zagreb, unde și-a oferit serviciile nobilimii și burgheziei ca portretist. Datorită numeroaselor comisioane pe care le-a primit, el a rămas la Zagreb. A trăit în Croația (cu sejururi intermitente în Slovenia) până în 1842. În această perioadă, a pictat nu numai un număr mare de portrete, dar și lucrări cu conținut religios, inclusiv tablouri de altar pentru bisericile din Vugrovec și Nova Rača.
În Croația, Stroj a fost expus ideilor ilirismului și a fost asociat cu membrii mișcării ilirice, printre care Stanko Vraz, Djuro Jelačić, familia Ožegović și alții.
În 1841, Stroj s-a căsătorit cu Margareta Berghaus, cu care a avut cinci fiice. În anul următor, s-a întors la Ljubljana, unde a continuat să picteze portrete ale unor membri importanți ai burgheziei locale, cu toate că a primit și alte comisioane din Croația. A murit în casa sa din Ljubljana după ce a suferit multiple atacuri de cord.

## Muncă

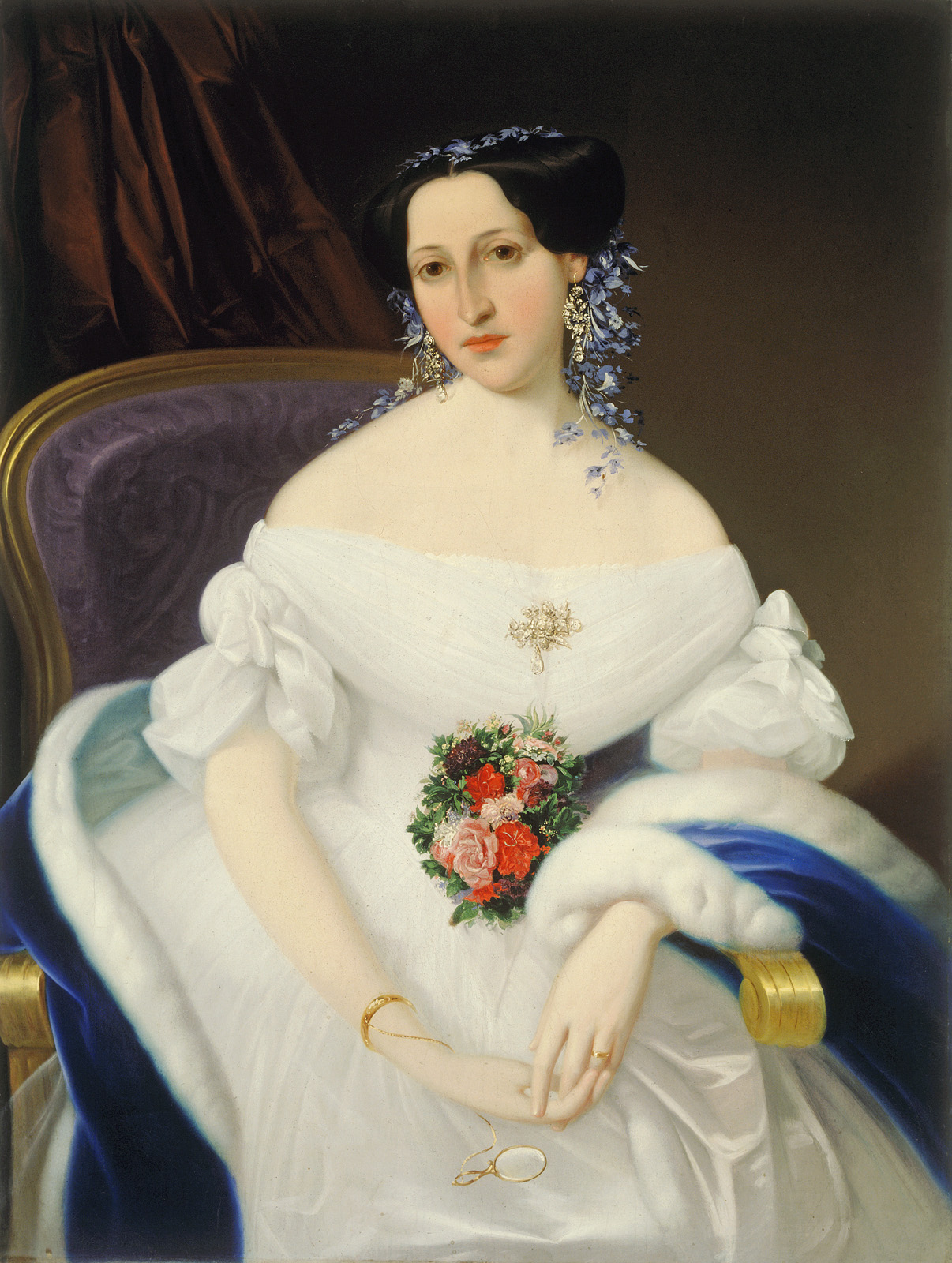
Portretul Luizei Pesjak

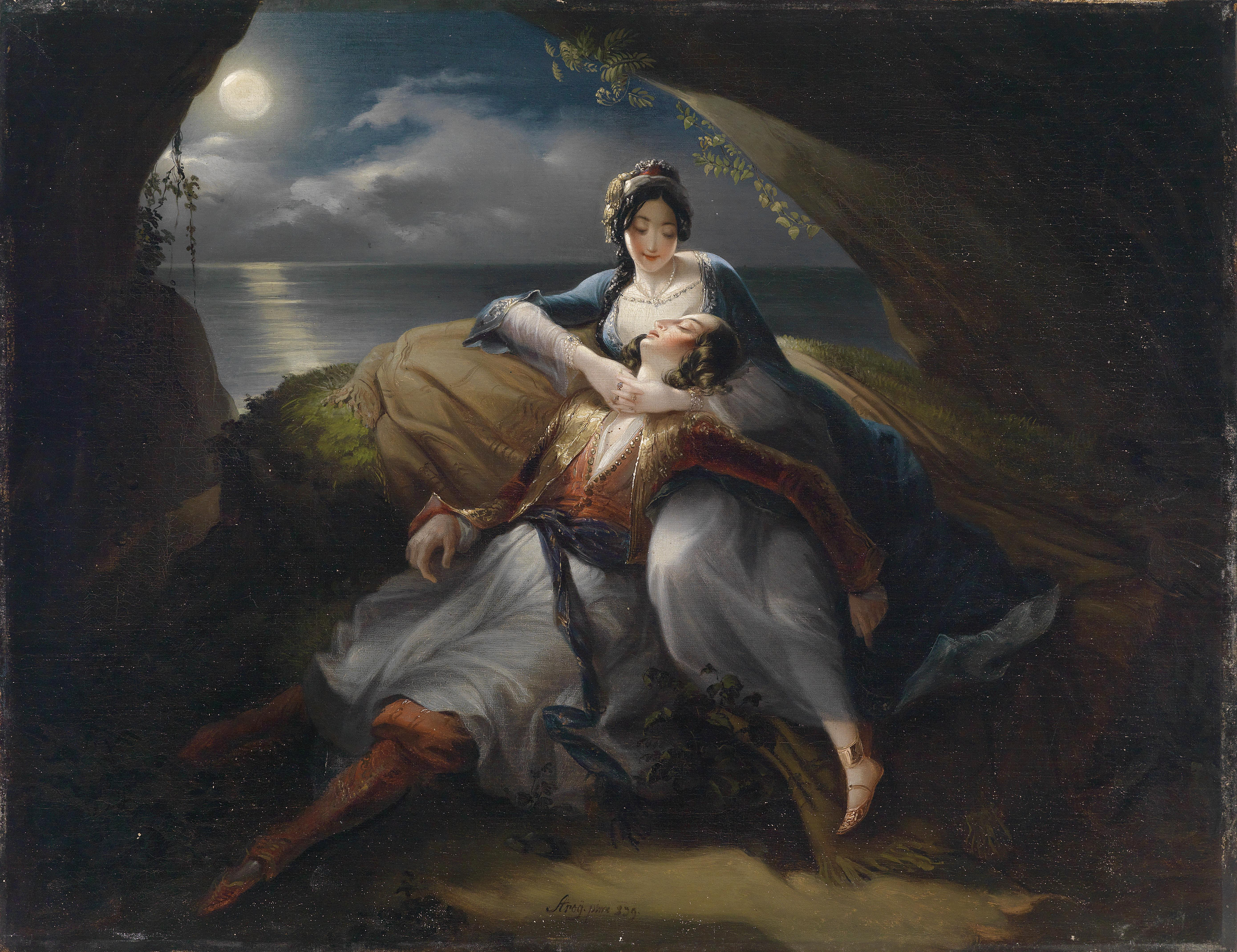
Angelica și Medoro (1833), o scenă din poemul epic italian Orlando Furioso

Mihael Stroj a fost unul dintre cei mai proeminenți pictori sloveni ai secolului al XIX-lea. Arta sa reflectă clasicismul și romantismul din vremea sa, dar influența stilului Biedermeier este de asemenea vizibilă. Majoritatea operelor sale sunt picturi în ulei.
Portretele membrilor bogați ai burgheziei din Ljubljana și din Zagreb au constituit majoritatea operei sale, dar a pictat și motive religioase, scene cotidiene  și teme istorice. Unele dintre picturile sale sunt enumerate mai jos.

### Portrete
- J. Martinčič (1830)
- Djuro Jelačić (1832)
- Karlo Jelačić (1834)
- Stjepan Ožegović (1837)
- Julijana Gaj (1838)
- Mož z rdečo ovratnico (1840)
- Stanko Vraz (1841)
- Dr. Blaž Crobath (1842)
- Mihael Ambrož (1850)
- Luiza Pesjakova (în jurul anului 1855)
- Škof Anton Alojzij Wolf (1857)
- Ljubljanska meščanka (1858)
- Škof Mirko Karlo Raffay (în jurul anului 1830)
- Juraj Haulik (1840)

### Genuri și lucrări istorice
- Izpad iz trdnjave Siget (anii 1820)
- V kovačnici (1838)
- Historični prizor (? )
- Vilinski ples (? )
- Orientalka (? )

### Lucrări religioase
- Božja skrb (1842)
- Marija pomagaj (? )
- Marija z Jezusom na prestolu (1857)
- Sv. Florijan (în jurul anului 1855)
- Sv. Anton Puščavnik (1863)

## Picturi

Lucrări de Mihael Stroj
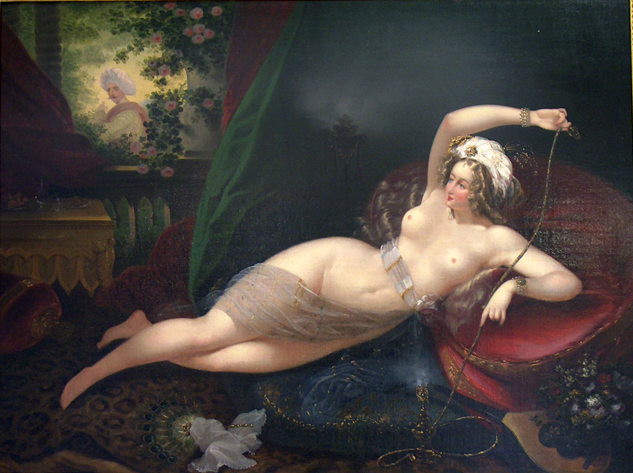
Azija
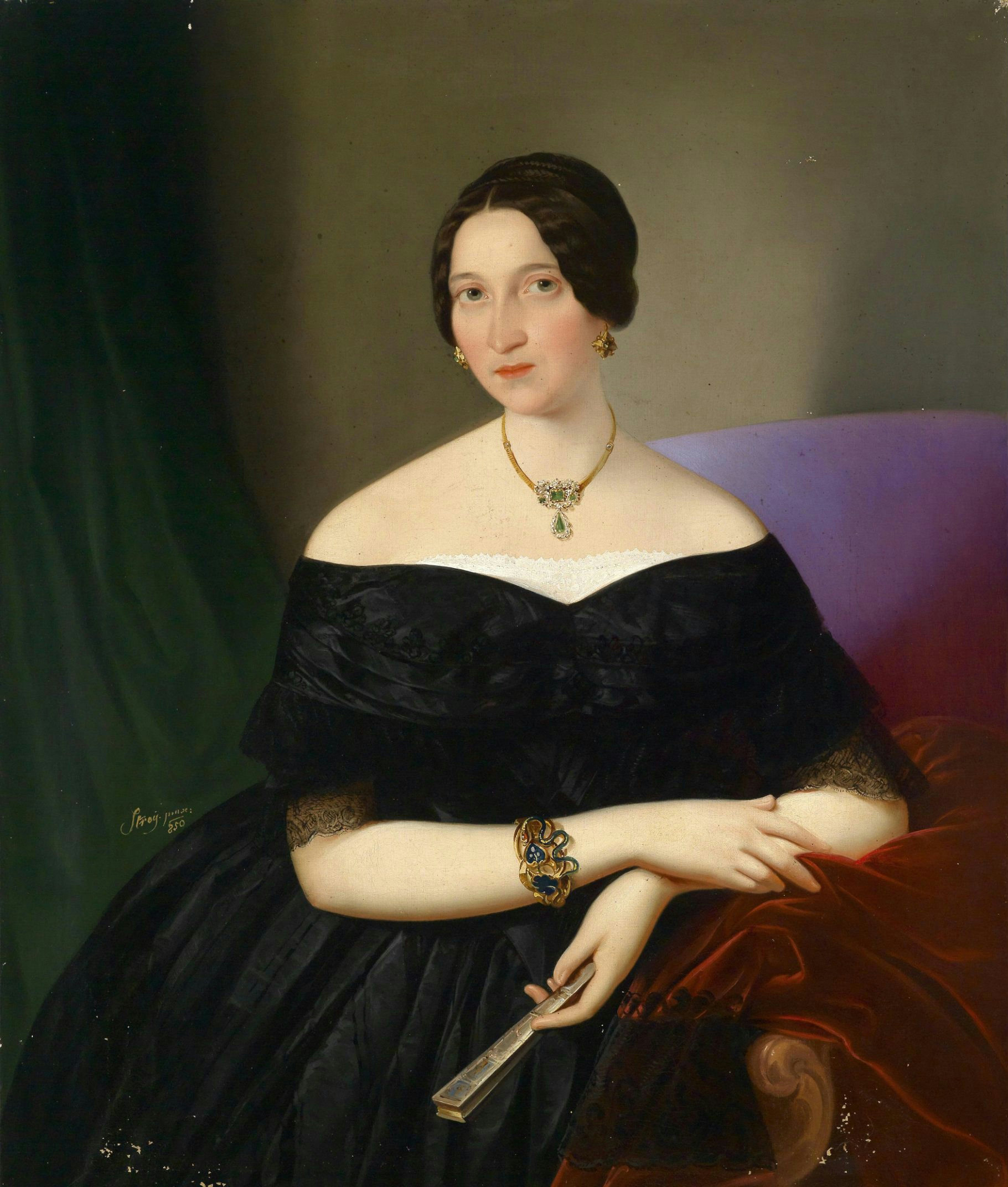
Portretul Luizei Pesjak II
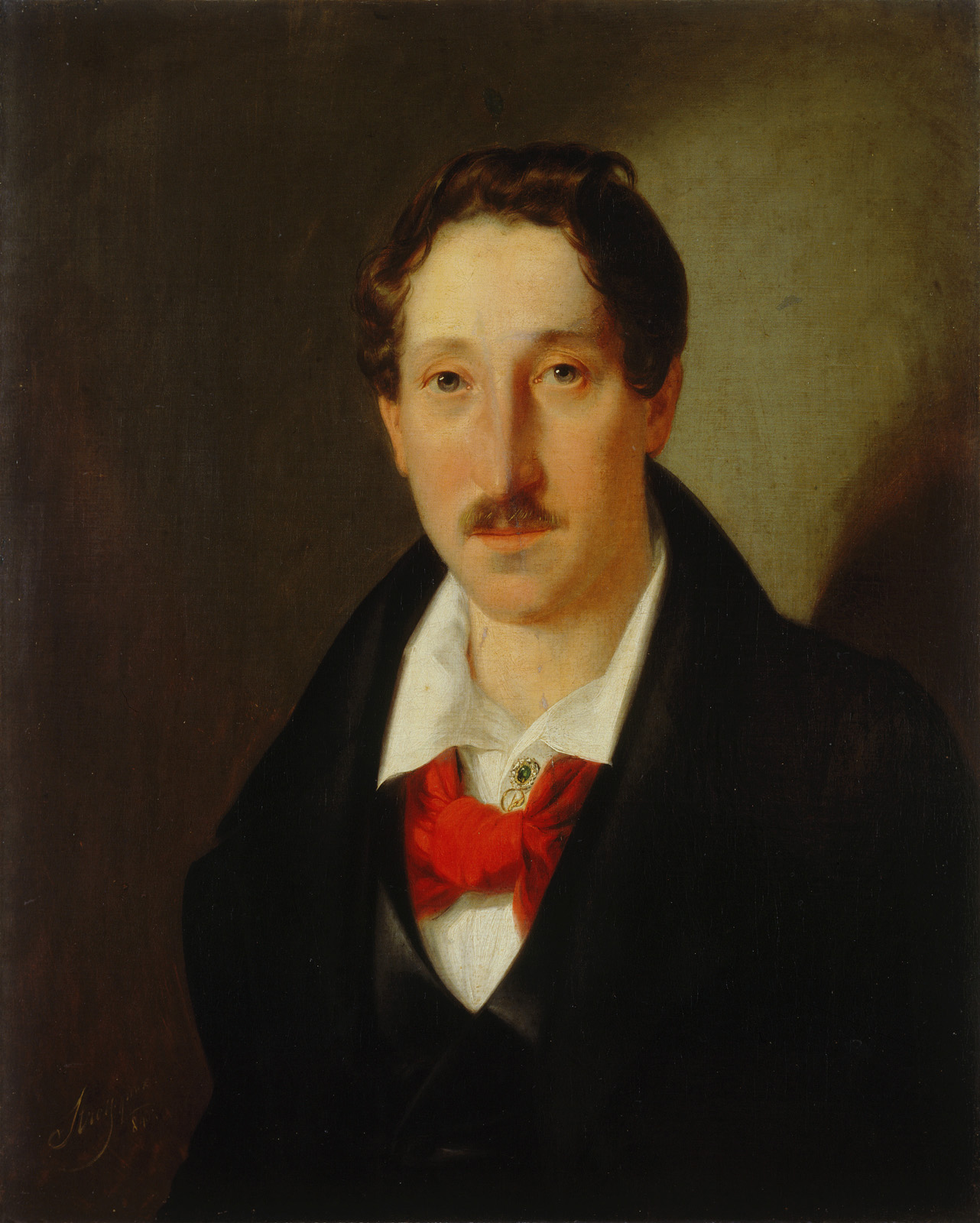
Portretul unui bărbat
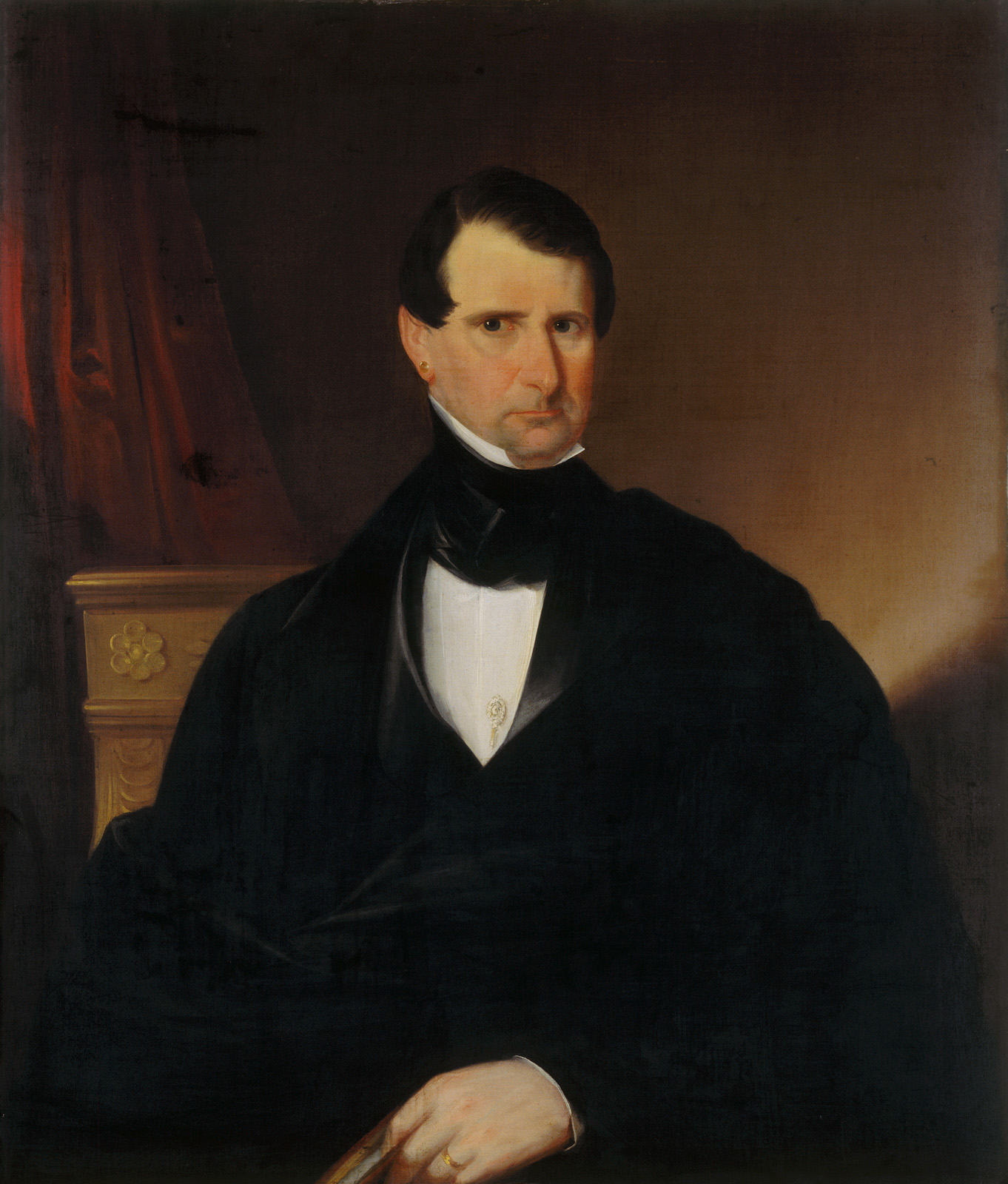
Portretul doctorului Blaž Crobath, c. 1842
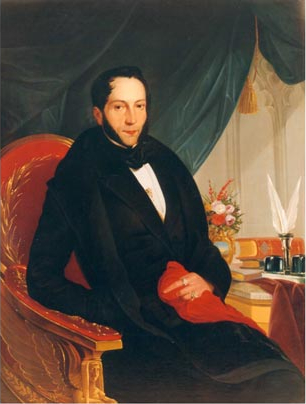
Kristofor Stanković
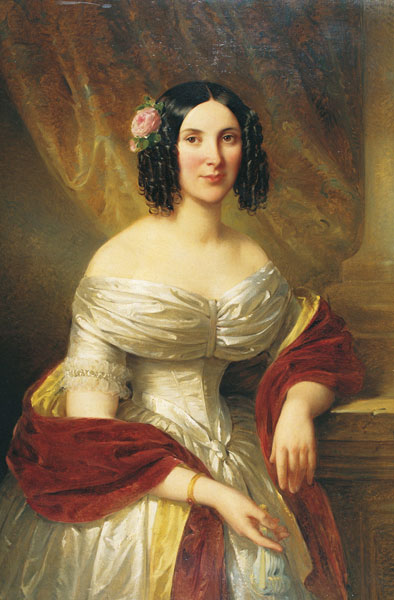
Therese Proch
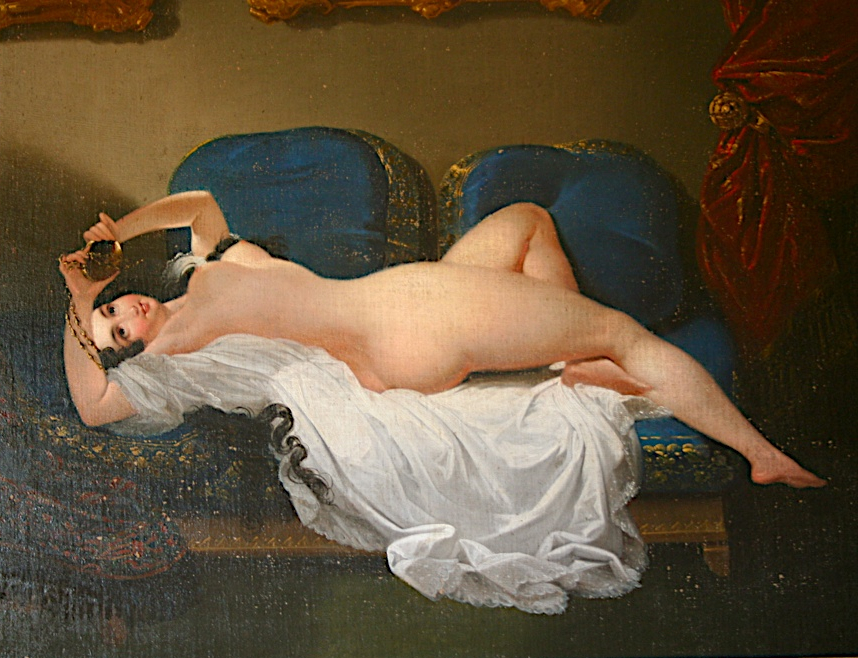
Europa